# Championnat de République tchèque de hockey sur glace 2014-2015
Saison précédente Saison suivante
La saison 2014-2015 est la 22e saison des championnats de hockey sur glace de la République tchèque.

## Extraliga

### Saison réguliére
Les 14 équipes s'affrontent à quatre reprises. Les six premiers du classement final se qualifient pour les quarts de finale des séries éliminatoires tandis que les équipes classées de la 7e à la 10e place passe par un tour préliminaire. Les quatre derniers sont reversés dans une poule de maintien.

#### Classement
| Clt   | Équipe                  | PJ | V  | VP | D  | DP | BP  | BC  | Diff | Pts |
| ----- | ----------------------- | -- | -- | -- | -- | -- | --- | --- | ---- | --- |
| +001, | HC Oceláři Třinec       | 52 | 32 | 4  | 13 | 3  | 183 | 117 | +66  | 107 |
| +002, | HC Litvínov             | 52 | 30 | 6  | 13 | 3  | 167 | 120 | +47  | 105 |
| +003, | HC Kometa Brno          | 52 | 28 | 3  | 16 | 5  | 153 | 135 | +18  | 95  |
| +004, | HC Sparta Prague        | 52 | 27 | 6  | 18 | 1  | 194 | 140 | +54  | 94  |
| +005, | Mountfield HK           | 52 | 26 | 3  | 22 | 1  | 136 | 131 | +5   | 85  |
| +006, | PSG Zlín                | 52 | 22 | 5  | 20 | 5  | 145 | 153 | -8   | 81  |
| +007, | HC Škoda Plzeň          | 52 | 19 | 8  | 23 | 2  | 144 | 133 | +11  | 75  |
| +008, | HC Vítkovice            | 52 | 21 | 4  | 23 | 4  | 136 | 153 | -17  | 75  |
| +009, | HC Pardubice            | 52 | 22 | 1  | 23 | 6  | 143 | 156 | -13  | 74  |
| +010, | BK Mladá Boleslav       | 52 | 21 | 0  | 22 | 9  | 156 | 164 | -8   | 72  |
| +011, | HC Bílí Tygři Liberec   | 52 | 16 | 9  | 24 | 3  | 128 | 131 | -3   | 69  |
| +012, | HC Energie Karlovy Vary | 52 | 16 | 2  | 24 | 10 | 110 | 146 | -36  | 62  |
| +013, | HC Olomouc              | 52 | 13 | 5  | 29 | 5  | 126 | 167 | -41  | 54  |
| +014, | HC Slavia Prague        | 52 | 12 | 3  | 35 | 2  | 106 | 181 | -75  | 44  |

- Qualifiés pour les quarts de finale
- Qualifiés pour le tour préliminaire
- Poule de maintien

#### Meilleurs pointeurs
| Clt | Joueur                | Équipe                       | PJ | B  | A  | Pts | +/- | Pun |
| --- | --------------------- | ---------------------------- | -- | -- | -- | --- | --- | --- |
| 1   | Viktor Hübl           | HC Litvínov                  | 51 | 21 | 37 | 58  | +16 | 30  |
| 2   | Martin Ručinský       | HC Litvínov                  | 51 | 19 | 35 | 54  | +17 | 64  |
| 3   | Tomáš Mertl           | Mountfield HK                | 50 | 24 | 26 | 50  | +11 | 58  |
| 4   | Jaroslav Hlinka       | HC Sparta Prague             | 48 | 17 | 33 | 50  | +3  | 32  |
| 5   | Erik Hrňa (en)        | HC Olomouc HC Oceláři Třinec | 45 | 26 | 21 | 47  | +10 | 12  |
| 6   | Petr Sýkora           | HC Pardubice                 | 48 | 26 | 18 | 44  | +13 | 50  |
| 7   | Jaroslav Bednář       | HC Slavia Prague             | 47 | 17 | 27 | 44  | -14 | 20  |
| 8   | Jiří Polanský (en)    | HC Oceláři Třinec            | 46 | 18 | 25 | 43  | +14 | 60  |
| 9   | Petr Ton              | HC Kometa Brno               | 51 | 22 | 20 | 42  | +10 | 16  |
| 10  | Vladimír Svačina (en) | HC Vítkovice                 | 52 | 17 | 25 | 42  | +6  | 18  |

### Séries éliminatoires
Le tour préliminaire est joué au meilleur des cinq matchs. À partir des quarts de finale, les séries sont disputées au meilleur des sept parties.

#### Tableau
|  | Tour préliminaire | Tour préliminaire | Tour préliminaire |                   |              | Quarts de finale | Quarts de finale | Quarts de finale |   |   | Demi-finales      | Demi-finales | Demi-finales      |   |  | Finale | Finale | Finale |
|  |                   |                   |                   |                   |              |                  |                  |                  |   |   |                   |              |                   |   |  |        |        |        |
|  |                   |                   |                   |                   |              |                  |                  |                  |   |   |                   |              |                   |   |  |        |        |        |
|  |                   | 1                 | HC Oceláři Třinec | 4                 |              |                  |                  |                  |   |   |                   |              |                   |   |  |        |        |        |
|  |                   |                   |                   | 4                 |              |                  |                  |                  |   |   |                   |              |                   |   |  |        |        |        |
|  |                   |                   | 10                | BK Mladá Boleslav | 1            |                  |                  |                  |   |   |                   |              |                   |   |  |        |        |        |
|  | 7                 | HC Škoda Plzeň    | 10                | BK Mladá Boleslav | 1            | 1                |                  |                  |   |   |                   |              |                   |   |  |        |        |        |
|  | 7                 | HC Škoda Plzeň    |                   |                   |              | 1                |                  |                  |   |   |                   |              |                   |   |  |        |        |        |
|  | 10                | BK Mladá Boleslav | 3                 |                   |              |                  |                  |                  |   |   |                   |              |                   |   |  |        |        |        |
|  | 10                | BK Mladá Boleslav | 3                 |                   |              |                  |                  |                  |   | 1 | HC Oceláři Třinec | 4            |                   |   |  |        |        |        |
|  |                   |                   |                   |                   |              |                  |                  |                  |   | 1 | HC Oceláři Třinec | 4            |                   |   |  |        |        |        |
|  |                   | 4                 | HC Sparta Prague  | 2                 |              |                  |                  |                  |   |   |                   |              |                   |   |  |        |        |        |
|  |                   | 4                 | HC Sparta Prague  | 2                 |              |                  |                  |                  |   |   |                   |              |                   |   |  |        |        |        |
|  |                   |                   |                   |                   |              |                  |                  |                  |   |   |                   |              |                   |   |  |        |        |        |
|  |                   |                   |                   |                   |              |                  |                  |                  |   |   |                   |              |                   |   |  |        |        |        |
|  |                   | 4                 | HC Sparta Prague  | 4                 |              |                  |                  |                  |   |   |                   |              |                   |   |  |        |        |        |
|  |                   |                   |                   | 4                 |              |                  |                  |                  |   |   |                   |              |                   |   |  |        |        |        |
|  |                   |                   | 5                 | Mountfield HK     | 0            |                  |                  |                  |   |   |                   |              |                   |   |  |        |        |        |
|  |                   |                   | 5                 | Mountfield HK     | 0            |                  |                  |                  |   |   |                   |              |                   |   |  |        |        |        |
|  |                   |                   |                   |                   |              |                  |                  |                  |   |   |                   |              |                   |   |  |        |        |        |
|  |                   |                   |                   |                   |              |                  |                  |                  |   |   |                   |              |                   |   |  |        |        |        |
|  |                   |                   |                   |                   |              |                  |                  |                  |   |   |                   | 1            | HC Oceláři Třinec | 3 |  |        |        |        |
|  |                   |                   |                   |                   |              |                  |                  |                  |   |   |                   |              |                   |   |  |        |        |        |
|  |                   | 2                 | HC Litvínov       | 4                 |              |                  |                  |                  |   |   |                   |              |                   |   |  |        |        |        |
|  |                   | 2                 | HC Litvínov       | 4                 |              |                  |                  |                  |   |   |                   |              |                   |   |  |        |        |        |
|  |                   |                   |                   |                   |              |                  |                  |                  |   |   |                   |              |                   |   |  |        |        |        |
|  |                   |                   |                   |                   |              |                  |                  |                  |   |   |                   |              |                   |   |  |        |        |        |
|  |                   | 3                 | HC Kometa Brno    | 4                 |              |                  |                  |                  |   |   |                   |              |                   |   |  |        |        |        |
|  |                   |                   |                   | 4                 |              |                  |                  |                  |   |   |                   |              |                   |   |  |        |        |        |
|  |                   |                   | 6                 | PSG Zlín          | 3            |                  |                  |                  |   |   |                   |              |                   |   |  |        |        |        |
|  |                   |                   | 6                 | PSG Zlín          | 3            |                  |                  |                  |   |   |                   |              |                   |   |  |        |        |        |
|  |                   |                   |                   |                   |              |                  |                  |                  |   |   |                   |              |                   |   |  |        |        |        |
|  |                   |                   |                   |                   |              |                  |                  |                  |   |   |                   |              |                   |   |  |        |        |        |
|  |                   |                   |                   |                   |              |                  | 3                | HC Kometa Brno   | 1 |   |                   |              |                   |   |  |        |        |        |
|  |                   |                   |                   |                   |              |                  |                  |                  | 1 |   |                   |              |                   |   |  |        |        |        |
|  |                   | 2                 | HC Litvínov       | 4                 |              |                  |                  |                  |   |   |                   |              |                   |   |  |        |        |        |
|  | 8                 | 2                 | HC Litvínov       | 4                 | HC Vítkovice | 1                |                  |                  |   |   |                   |              |                   |   |  |        |        |        |
|  | 8                 |                   |                   |                   | HC Vítkovice | 1                |                  |                  |   |   |                   |              |                   |   |  |        |        |        |
|  | 9                 | HC Pardubice      | 3                 |                   |              |                  |                  |                  |   |   |                   |              |                   |   |  |        |        |        |
|  | 9                 | HC Pardubice      | 3                 |                   | 2            | HC Litvínov      | 4                |                  |   |   |                   |              |                   |   |  |        |        |        |
|  |                   |                   |                   |                   | 2            | HC Litvínov      | 4                |                  |   |   |                   |              |                   |   |  |        |        |        |
|  |                   |                   | 9                 | HC Pardubice      | 1            |                  |                  |                  |   |   |                   |              |                   |   |  |        |        |        |
|  |                   |                   | 9                 | HC Pardubice      | 1            |                  |                  |                  |   |   |                   |              |                   |   |  |        |        |        |
|  |                   |                   |                   |                   |              |                  |                  |                  |   |   |                   |              |                   |   |  |        |        |        |

#### Finale
| 11 avril 2015 | HC Oceláři Třinec | 1-3 (0-1, 1-2, 0-0) | HC Litvínov | Werk Arena 5 200 spectateurs |

| Feuille de match | Feuille de match                              | Feuille de match | Feuille de match | Feuille de match                                             |
| ---------------- | --------------------------------------------- | ---------------- | --- | ------------------------------------------------------------ |
|                  | - Polanský (Orsava, Irgl) — 26 min 1 s (SN) - | 0-1 1-1 1-2 1-3  | Kubát (Lukeš, Pavelka) — 5 min 53 s (SN) - Lukeš (Hübl, Kubát) — 33 min 47 s (SN) Pavelka (Lukeš, Hübl) — 38 min 41 s (SN) | Arbitrage : René Hradil Robin Šír Jaromír Bláha Jiří Svoboda |
| Šimon Hrubec     | Gardiens                                      | Pavel Francouz   | | Arbitrage : René Hradil Robin Šír Jaromír Bláha Jiří Svoboda |
| 14 min           | Pénalités                                     | 18 min           | | Arbitrage : René Hradil Robin Šír Jaromír Bláha Jiří Svoboda |
| 35               | Tirs                                          | 26               | | Arbitrage : René Hradil Robin Šír Jaromír Bláha Jiří Svoboda |

| 12 avril 2015 | HC Oceláři Třinec | 2-3 (0-1, 1-0, 1-2) | HC Litvínov | Werk Arena 5 200 spectateurs |

| Feuille de match | Feuille de match                                                       | Feuille de match    | Feuille de match                                                                                                 | Feuille de match                                                  |
| ---------------- | ---------------------------------------------------------------------- | ------------------- | --- | ----------------------------------------------------------------- |
|                  | - Galvas (Orsava) — 38 min 51 s - Polanský (Klesla) — 54 min 25 s (SN) | 0-1 1-1 1-2 1-3 2-3 | Petružálek (Hanzl) — 3 min 37 s - Hanzl (Trávníček, Pavlík) — 45 min 28 s (SN) Hübl (Lukeš) — 47 min 49 s (SN) - | Arbitrage : Martin Fraňo Jan Hribik Vít Lederer Rudolf Tošenovjan |
| Šimon Hrubec     | Gardiens                                                               | Pavel Francouz      | | Arbitrage : Martin Fraňo Jan Hribik Vít Lederer Rudolf Tošenovjan |
| 8 min            | Pénalités                                                              | 10 min              | | Arbitrage : Martin Fraňo Jan Hribik Vít Lederer Rudolf Tošenovjan |
| 39               | Tirs                                                                   | 16                  | | Arbitrage : Martin Fraňo Jan Hribik Vít Lederer Rudolf Tošenovjan |

| 15 avril 2015 | HC Litvínov | 0-1 (0-1, 0-0, 0-0) | HC Oceláři Třinec | Zimní stadion Ivana Hlinky 6 011 spectateurs |

| Feuille de match | Feuille de match | Feuille de match | Feuille de match                            | Feuille de match                                            |
| ---------------- | ---------------- | ---------------- | ------------------------------------------- | ----------------------------------------------------------- |
|                  | -                | 0-1              | S. Ružička (Dravecký, Linhart) — 5 min 15 s | Arbitrage : Robin Šír René Hradil Petr Blümel Jaromír Bláha |
| Pavel Francouz   | Gardiens         | Peter Hamerlík   |                                             | Arbitrage : Robin Šír René Hradil Petr Blümel Jaromír Bláha |
| 4 min            | Pénalités        | 4 min            |                                             | Arbitrage : Robin Šír René Hradil Petr Blümel Jaromír Bláha |
| 27               | Tirs             | 34               |                                             | Arbitrage : Robin Šír René Hradil Petr Blümel Jaromír Bláha |

| 16 avril 2015 | HC Litvínov | 3-0 (0-0, 2-0, 1-0) | HC Oceláři Třinec | Zimní stadion Ivana Hlinky 6 011 spectateurs |

| Feuille de match | Feuille de match | Feuille de match | Feuille de match | Feuille de match                                                  |
| ---------------- | --- | ---------------- | ---------------- | ----------------------------------------------------------------- |
|                  | Gula (Trávníček, Pavelka) — 30 min 40 s Hanzl (Ručinský, Sklenička) — 36 min 27 s Hübl (Pavelka) — 55 min 30 s (IN) | 1-0 2-0 3-0      | -                | Arbitrage : Martin Fraňo Jan Hribik Vít Lederer Rudolf Tošenovjan |
| Pavel Francouz   | Gardiens | Peter Hamerlík   |                  | Arbitrage : Martin Fraňo Jan Hribik Vít Lederer Rudolf Tošenovjan |
| 35 min           | Pénalités | 35 min           |                  | Arbitrage : Martin Fraňo Jan Hribik Vít Lederer Rudolf Tošenovjan |
| 24               | Tirs | 38               |                  | Arbitrage : Martin Fraňo Jan Hribik Vít Lederer Rudolf Tošenovjan |

| 19 avril 2015 | HC Oceláři Třinec | 2-1 (TB) (0-1, 0-0, 1-0, 0-0, 1-0) | HC Litvínov | Werk Arena 5 200 spectateurs |

| Feuille de match            | Feuille de match                              | Feuille de match | Feuille de match              | Feuille de match                                                   |
| --------------------------- | --------------------------------------------- | ---------------- | ----------------------------- | ------------------------------------------------------------------ |
|                             | - Plíhal — 59 min 24 s Dravecký — 80 min (TB) | 0-1 1-1 2-1      | Gula (Martynek) — 10 min 45 s | Arbitrage : Oldřich Hejduk Robin Šír Vít Lederer Rudolf Tošenovjan |
| Peter Hamerlík Šimon Hrubec | Gardiens                                      | Pavel Francouz   |                               | Arbitrage : Oldřich Hejduk Robin Šír Vít Lederer Rudolf Tošenovjan |
| 6 min                       | Pénalités                                     | 12 min           |                               | Arbitrage : Oldřich Hejduk Robin Šír Vít Lederer Rudolf Tošenovjan |
| 50                          | Tirs                                          | 30               |                               | Arbitrage : Oldřich Hejduk Robin Šír Vít Lederer Rudolf Tošenovjan |

| 21 avril 2015 | HC Litvínov | 3-6 (1-2, 1-3, 1-1) | HC Oceláři Třinec | Zimní stadion Ivana Hlinky 6 011 spectateurs |

| Feuille de match           | Feuille de match | Feuille de match                    | Feuille de match | Feuille de match                                             |
| -------------------------- | --- | ----------------------------------- | --- | ------------------------------------------------------------ |
|                            | - Jánský (Lukeš) — 17 min 23 s - Ručinský (Petružálek, Pavlík) — 28 min 47 s (SN) - Hořava (Hanzl, Kokeš) — 46 min 52 s | 0-1 1-1 1-2 1-3 2-3 2-4 2-5 3-5 3-6 | Hrňa (Plíhal, Trončinský) — 1 min 43 s - Plíhal (S. Ružička) — 17 min 41 s Dravecký (Klepiš) — 23 min 50 s - Linhart (M. Růžička) — 29 min 16 s S. Ružička (Hrňa, Matuš) — 39 min 20 s - M. Doudera (S. Ružička, Orsava) — 57 min 49 s (2 SN) | Arbitrage : Martin Fraňo Robin Šír Jaromír Bláha Petr Blümel |
| Pavel Francouz Lukáš Horák | Gardiens | Šimon Hrubec Miroslav Svoboda       | | Arbitrage : Martin Fraňo Robin Šír Jaromír Bláha Petr Blümel |
| 18 min                     | Pénalités | 8 min                               | | Arbitrage : Martin Fraňo Robin Šír Jaromír Bláha Petr Blümel |
| 41                         | Tirs | 23                                  | | Arbitrage : Martin Fraňo Robin Šír Jaromír Bláha Petr Blümel |

| 23 avril 2015 | HC Oceláři Třinec | 0-2 (0-0, 0-0, 0-2) | HC Litvínov | Werk Arena 5 200 spectateurs |

| Feuille de match | Feuille de match | Feuille de match | Feuille de match                                           | Feuille de match                                                    |
| ---------------- | ---------------- | ---------------- | ---------------------------------------------------------- | ------------------------------------------------------------------- |
|                  | -                | 0-1 0-2          | Lukeš — 52 min 54 s Lukeš (Hübl, Petružálek) — 59 min 44 s | Arbitrage : Oldřich Hejduk Jan Hribik Vít Lederer Rudolf Tošenovjan |
| Šimon Hrubec     | Gardiens         | Pavel Francouz   |                                                            | Arbitrage : Oldřich Hejduk Jan Hribik Vít Lederer Rudolf Tošenovjan |
| 8 min            | Pénalités        | 4 min            |                                                            | Arbitrage : Oldřich Hejduk Jan Hribik Vít Lederer Rudolf Tošenovjan |
| 36               | Tirs             | 20               |                                                            | Arbitrage : Oldřich Hejduk Jan Hribik Vít Lederer Rudolf Tošenovjan |

#### Meilleurs pointeurs
| Clt | Joueur               | Équipe            | PJ | B | A  | Pts | +/- | Pun |
| --- | -------------------- | ----------------- | -- | - | -- | --- | --- | --- |
| 1   | Robin Hanzl (en)     | HC Litvínov       | 17 | 5 | 10 | 15  | +6  | 4   |
| 2   | František Lukeš (en) | HC Litvínov       | 17 | 5 | 9  | 14  | +7  | 10  |
| 3   | Jakub Petružálek     | HC Litvínov       | 17 | 8 | 5  | 13  | +7  | 4   |
| 4   | Erik Hrňa (en)       | HC Oceláři Třinec | 18 | 7 | 6  | 13  | +5  | 6   |
| 5   | Štefan Ružička       | HC Oceláři Třinec | 18 | 2 | 10 | 12  | +1  | 24  |

### Poule de maintien
Les quatre derniers de la saison régulière sont rassemblés dans une poule unique jouée en matchs aller-retour, les statistiques de la saison régulière étant conservés. Les deux premiers du classement final se maintiennent en Extraliga tandis que les deux derniers doivnt passer par une poule de promotion-relégation.
| Clt   | Équipe                  | PJ | V  | VP | D  | DP | BP  | BC  | Diff | Pts |
| ----- | ----------------------- | -- | -- | -- | -- | -- | --- | --- | ---- | --- |
| +001, | HC Energie Karlovy Vary | 58 | 21 | 2  | 24 | 11 | 131 | 160 | -29  | 78  |
| +002, | HC Bílí Tygři Liberec   | 58 | 18 | 9  | 28 | 3  | 142 | 146 | -6   | 75  |
| +003, | HC Olomouc              | 58 | 15 | 6  | 32 | 5  | 143 | 185 | -42  | 62  |
| +004, | HC Slavia Prague        | 58 | 14 | 3  | 39 | 2  | 118 | 196 | -78  | 50  |

- Poule de promotion-relégation

### Poule de promotion-relégation
La poule de promotion-relégation rassemble les deux derniers de la poule de maintien et les deux vainqueurs des demi-finales de la 1.Liga. Les équipes s'affrontent toutes à quatre reprises. Les deux premiers se qualifient pour la saison 2015-2016 de l'Extraliga tandis que les deux derniers sont relégués en 1.Liga.
| Clt   | Équipe              | PJ | V | VP | D | DP | BP | BC | Diff | Pts |
| ----- | ------------------- | -- | - | -- | - | -- | -- | -- | ---- | --- |
| +001, | HC Olomouc          | 12 | 7 | 0  | 3 | 2  | 34 | 26 | +8   | 23  |
| +002, | KLH Chomutov        | 12 | 7 | 3  | 4 | 0  | 38 | 25 | +13  | 21  |
| +003, | HC Slavia Prague    | 12 | 4 | 3  | 4 | 1  | 25 | 23 | +2   | 19  |
| +004, | HC České Budějovice | 12 | 2 | 0  | 7 | 3  | 22 | 45 | -23  | 9   |

- Relégués en 1.Liga

## 1.Liga

### Saison réguliére
Les 14 équipes s'affrontent à quatre reprises. Les six premiers du classement final se qualifient pour les quarts de finale des séries éliminatoires tandis que les équipes classées de la 7e à la 10e place passe par un tour préliminaire. Les quatre derniers sont reversés dans une poule de maintien.

#### Classement
| Clt   | Équipe                   | PJ | V  | VP | D  | DP | BP  | BC  | Diff | Pts |
| ----- | ------------------------ | -- | -- | -- | -- | -- | --- | --- | ---- | --- |
| +001, | KLH Chomutov             | 52 | 33 | 7  | 6  | 6  | 200 | 102 | +98  | 119 |
| +002, | HC České Budějovice      | 52 | 26 | 7  | 16 | 3  | 184 | 134 | +50  | 95  |
| +003, | SK Horácká Slavia Třebíč | 52 | 28 | 2  | 16 | 6  | 145 | 127 | +18  | 94  |
| +004, | HC Dukla Jihlava         | 52 | 24 | 8  | 15 | 5  | 169 | 140 | +29  | 93  |
| +005, | HC Kladno                | 52 | 27 | 4  | 18 | 3  | 185 | 123 | +62  | 92  |
| +006, | HC Havířov               | 52 | 23 | 4  | 20 | 5  | 147 | 147 | 0    | 82  |
| +007, | SK Kadaň                 | 52 | 23 | 2  | 19 | 8  | 139 | 134 | +5   | 81  |
| +008, | HC Stadion Litoměřice    | 52 | 24 | 3  | 22 | 3  | 151 | 131 | +20  | 81  |
| +009, | HC Benátky nad Jizerou   | 52 | 20 | 8  | 22 | 2  | 131 | 126 | +5   | 78  |
| +010, | HC Slovan Ústí nad Labem | 52 | 22 | 2  | 23 | 5  | 159 | 165 | -6   | 75  |
| +011, | Salith Šumperk           | 52 | 19 | 4  | 24 | 5  | 154 | 188 | -34  | 70  |
| +012, | HC Most                  | 52 | 11 | 5  | 27 | 9  | 109 | 195 | -86  | 52  |
| +013, | HK Jestřábi Prostějov    | 52 | 9  | 5  | 35 | 3  | 116 | 207 | -91  | 40  |
| +014, | HC Rebel Havlíčkův Brod  | 52 | 8  | 6  | 34 | 4  | 113 | 183 | -70  | 40  |

- Qualifiés pour les quarts de finale
- Qualifiés pour le tour préliminaire
- Poule de maintien

#### Meilleurs pointeurs
| Clt | Joueur               | Équipe                   | PJ | B  | A  | Pts | +/- | Pun |
| --- | -------------------- | ------------------------ | -- | -- | -- | --- | --- | --- |
| 1   | Tomáš Nouza (en)     | HC České Budějovice      | 52 | 33 | 44 | 77  | +12 | 26  |
| 2   | Josef Straka         | HC České Budějovice      | 51 | 30 | 47 | 77  | +8  | 48  |
| 3   | Jaroslav Roubík (en) | HC Slovan Ústí nad Labem | 52 | 38 | 33 | 71  | +11 | 28  |
| 4   | Patrik Moskal (en)   | Salith Šumperk           | 51 | 20 | 40 | 60  | -4  | 80  |
| 5   | Jaroslav Kalla (en)  | HC Stadion Litoměřice    | 52 | 12 | 48 | 60  | +14 | 20  |
| 6   | Tomáš Rod (en)       | HC Slovan Ústí nad Labem | 51 | 12 | 43 | 55  | +10 | 16  |
| 7   | Vítězslav Bílek (en) | HC Stadion Litoměřice    | 52 | 34 | 20 | 54  | +17 | 48  |
| 8   | Marek Hovorka (en)   | KLH Chomutov             | 49 | 26 | 28 | 54  | +13 | 66  |
| 9   | Nikola Gajovský (en) | KLH Chomutov             | 46 | 18 | 34 | 52  | +27 | 10  |
| 10  | Martin Heřman (en)   | HC České Budějovice      | 48 | 19 | 30 | 49  | +17 | 66  |

### Séries éliminatoires
Le tour préliminaire est joué au meilleur des cinq matchs tandis que les quarts et les demi-finales sont disputées au meilleur des sept parties. Les vainqueurs des demi-finales se qualifient pour la poule de promotion-relégation en Extraliga.

#### Tableau
|  | Tour préliminaire | Tour préliminaire        | Tour préliminaire | Tour préliminaire        |   |              | Quarts de finale | Quarts de finale | Quarts de finale | Quarts de finale |  |  | Demi-finales | Demi-finales | Demi-finales | Demi-finales |
|  |                   |                          |                   |                          |   |              |                  |                  |                  |                  |  |  |              |              |              |              |
|  |                   |                          |                   |                          |   |              |                  |                  |                  |                  |  |  |              |              |              |              |
|  |                   |                          |                   |                          |   |              |                  |                  |                  |                  |  |  |              |              |              |              |
|  |                   |                          |                   |                          |   |              |                  |                  |                  |                  |  |  |              |              |              |              |
|  |                   |                          |                   |                          |   |              |                  |                  |                  |                  |  |  |              |              |              |              |
|  |                   |                          |                   |                          |   |              |                  |                  |                  |                  |  |  |              |              |              |              |
|  | 1                 | KLH Chomutov             | 4                 | 4                        |   |              |                  |                  |                  |                  |  |  |              |              |              |              |
|  | 1                 | KLH Chomutov             | 4                 | 4                        |   |              |                  |                  |                  |                  |  |  |              |              |              |              |
|  |                   |                          | 10                | HC Slovan Ústí nad Labem | 2 | 2            |                  |                  |                  |                  |  |  |              |              |              |              |
|  | 7                 | SK Kadaň                 | 10                | HC Slovan Ústí nad Labem | 2 | 2            | 1                | 1                |                  |                  |  |  |              |              |              |              |
|  | 7                 | SK Kadaň                 |                   |                          |   |              |                  | 1                |                  |                  |  |  |              |              |              |              |
|  | 10                | HC Slovan Ústí nad Labem | 3                 | 3                        |   |              |                  |                  |                  |                  |  |  |              |              |              |              |
|  | 10                | HC Slovan Ústí nad Labem | 3                 | 3                        | 1 | KLH Chomutov | 4                | 4                |                  |                  |  |  |              |              |              |              |
|  |                   |                          |                   |                          | 1 | KLH Chomutov | 4                | 4                |                  |                  |  |  |              |              |              |              |
|  |                   |                          | 4                 | HC Dukla Jihlava         | 1 | 1            |                  |                  |                  |                  |  |  |              |              |              |              |
|  |                   |                          |                   |                          | 1 | 1            |                  |                  |                  |                  |  |  |              |              |              |              |
|  |                   |                          |                   |                          |   |              |                  |                  |                  |                  |  |  |              |              |              |              |
|  |                   |                          |                   |                          |   |              |                  |                  |                  |                  |  |  |              |              |              |              |
|  | 4                 | HC Dukla Jihlava         | 4                 | 4                        |   |              |                  |                  |                  |                  |  |  |              |              |              |              |
|  | 4                 | HC Dukla Jihlava         | 4                 | 4                        |   |              |                  |                  |                  |                  |  |  |              |              |              |              |
|  |                   |                          | 5                 | HC Kladno                | 3 | 3            |                  |                  |                  |                  |  |  |              |              |              |              |
|  |                   |                          |                   |                          | 3 | 3            |                  |                  |                  |                  |  |  |              |              |              |              |
|  |                   |                          |                   |                          |   |              |                  |                  |                  |                  |  |  |              |              |              |              |
|  |                   |                          |                   |                          |   |              |                  |                  |                  |                  |  |  |              |              |              |              |
|  |                   |                          |                   |                          |   |              |                  |                  |                  |                  |  |  |              |              |              |              |
|  |                   |                          |                   |                          |   |              |                  |                  |                  |                  |  |  |              |              |              |              |

|  |   |                          |   |                     |   |                        |   |   |  |  |  |  |  |  |  |  |
|  |   |                          |   |                     |   |                        |   |   |  |  |  |  |  |  |  |  |
|  |   |                          |   |                     |   |                        |   |   |  |  |  |  |  |  |  |  |
|  |   |                          |   |                     |   |                        |   |   |  |  |  |  |  |  |  |  |
|  |   |                          |   |                     |   |                        |   |   |  |  |  |  |  |  |  |  |
|  |   |                          |   |                     |   |                        |   |   |  |  |  |  |  |  |  |  |
|  |   |                          |   |                     |   |                        |   |   |  |  |  |  |  |  |  |  |
|  | 3 | SK Horácká Slavia Třebíč | 4 | 4                   |   |                        |   |   |  |  |  |  |  |  |  |  |
|  | 3 | SK Horácká Slavia Třebíč | 4 | 4                   |   |                        |   |   |  |  |  |  |  |  |  |  |
|  |   |                          | 6 | HC Havířov          | 0 | 0                      |   |   |  |  |  |  |  |  |  |  |
|  |   |                          |   |                     | 0 | 0                      |   |   |  |  |  |  |  |  |  |  |
|  |   |                          |   |                     |   |                        |   |   |  |  |  |  |  |  |  |  |
|  |   |                          |   |                     |   |                        |   |   |  |  |  |  |  |  |  |  |
|  | 3 | SK Horácká Slavia Třebíč | 1 | 1                   |   |                        |   |   |  |  |  |  |  |  |  |  |
|  | 3 | SK Horácká Slavia Třebíč | 1 | 1                   |   |                        |   |   |  |  |  |  |  |  |  |  |
|  |   |                          | 2 | HC České Budějovice | 4 | 4                      |   |   |  |  |  |  |  |  |  |  |
|  | 8 | HC Stadion Litoměřice    | 2 | HC České Budějovice | 4 | 4                      | 0 | 0 |  |  |  |  |  |  |  |  |
|  | 8 | HC Stadion Litoměřice    |   |                     |   |                        |   |   |  |  |  |  |  |  |  |  |
|  | 9 | HC Benátky nad Jizerou   | 3 | 3                   |   |                        |   |   |  |  |  |  |  |  |  |  |
|  | 9 | HC Benátky nad Jizerou   | 3 | 3                   | 9 | HC Benátky nad Jizerou | 2 | 2 |  |  |  |  |  |  |  |  |
|  |   |                          |   |                     | 9 | HC Benátky nad Jizerou | 2 | 2 |  |  |  |  |  |  |  |  |
|  |   |                          | 2 | HC České Budějovice | 4 | 4                      |   |   |  |  |  |  |  |  |  |  |
|  |   |                          |   |                     | 4 | 4                      |   |   |  |  |  |  |  |  |  |  |
|  |   |                          |   |                     |   |                        |   |   |  |  |  |  |  |  |  |  |
|  |   |                          |   |                     |   |                        |   |   |  |  |  |  |  |  |  |  |
|  |   |                          |   |                     |   |                        |   |   |  |  |  |  |  |  |  |  |
|  |   |                          |   |                     |   |                        |   |   |  |  |  |  |  |  |  |  |

#### Meilleurs pointeurs
| Clt | Joueur               | Équipe                   | PJ | B | A  | Pts | +/- | Pun |
| --- | -------------------- | ------------------------ | -- | - | -- | --- | --- | --- |
| 1   | Tomáš Nouza (en)     | HC České Budějovice      | 11 | 6 | 11 | 17  | +7  | 31  |
| 2   | Lukáš Havel (en)     | HC České Budějovice      | 9  | 7 | 9  | 16  | -2  | 20  |
| 3   | Josef Straka         | SK Horácká Slavia Třebíč | 11 | 7 | 8  | 15  | +2  | 4   |
| 4   | Martin Heřman (en)   | HC České Budějovice      | 10 | 4 | 10 | 14  | +5  | 12  |
| 5   | Tomáš Čachotský (en) | HC Dukla Jihlava         | 12 | 3 | 11 | 14  | 0   | 4   |

### Poule de maintien
Les quatre derniers de la saison régulière sont rassemblés dans une poule unique jouée en matchs aller-retour, les statistiques de la saison régulière étant conservés. Les trois premiers du classement final se maintiennent en 1.Liga tandis que le dernier est relégué en 2.Liga pour la saison 2015-2016.
| Clt   | Équipe                  | PJ | V  | VP | D  | DP | BP  | BC  | Diff | Pts |
| ----- | ----------------------- | -- | -- | -- | -- | -- | --- | --- | ---- | --- |
| +001, | Salith Šumperk          | 58 | 21 | 5  | 27 | 5  | 175 | 207 | -32  | 78  |
| +002, | HC Most                 | 58 | 13 | 6  | 29 | 10 | 130 | 217 | -87  | 61  |
| +003, | HK Jestřábi Prostějov   | 58 | 13 | 5  | 37 | 3  | 140 | 222 | -82  | 52  |
| +004, | HC Rebel Havlíčkův Brod | 58 | 10 | 6  | 37 | 5  | 129 | 207 | -78  | 47  |

- Relégué en 2.Liga